# Bolshoi booze
Pour les articles homonymes, voir Booze.
bolshoi booze est le 33e épisode du feuilleton télévisé Prison Break et le 11e de la deuxième saison.

## Résumé
Dans sa précipitation pour éviter d'être interpellé par la police, T-Bag s'échappe de la maison de Susan Hollander, située à Tribune (Kansas), en sectionnant à nouveau sa main greffée. Aidé par un mouchard GPS dissimulé au milieu du butin, il décide alors de traquer l’argent de Charles Westmoreland, maintenant entre les mains de Geary. De son côté, l’ancien complice de Bellick ne se doute de rien et savoure sa victoire. Voulant récupérer 750 dollars pour payer les trois call-girls qu’il a appelées dans sa suite d’un luxueux hôtel, le gardien de prison licencié remarque la présence du traceur. Avant qu’il ne réagisse, T-Bag se présente à lui et ordonne aux filles de partir. Geary, effrayé par le tueur psychopathe qui le menace avec une bouteille de champagne, tente néanmoins de lui proposer de diviser le magot : « Allons T, on peut partager. » (« Come on T, we can deal. »), solution pas envisageable pour le fugitif. La scène suivante montre T-Bag buvant du champagne et fouillant dans le sac à dos. Il y trouve ce qui ressemble à un reçu de caisse et en l’examinant, ne peut s’empêcher d’esquisser un rictus.
Pendant ce temps, Brad Bellick se fait soigner à l’hôpital de Tribune et explique à l'inspecteur de police Slattery qu’il s’est fait agresser à la gare par un homme noir d’une vingtaine d’années. Même si elle trouve qu’il y a des zones d’ombre dans l’histoire de Bellick, Slattery décide de partir. Enfin seul, l’ex-chef des gardiens appelle Roy Geary et lui laisse un message menaçant sur son répondeur. Au moment de quitter l’hôpital, il aperçoit son complice étendu mort sur un chariot et admet le connaître. C’est alors que Slattery lui signale qu’elle aurait besoin de lui poser d’autres questions.
À Maljamar (Nouveau-Mexique), Michael Scofield achète quelques fournitures, mais n’ayant pas assez de monnaie, décide de voler un système GPS. Le vieux gérant du magasin essaie tant bien que mal de l’arrêter mais le fuyard le repousse violemment. Cette scène bouleverse Michael, qui se rend compte de ce qu’il devient. Se remémorant l’ensemble des actes plus ou moins immoraux qui ont permis la réussite de son plan, il constate qu’il n’est plus aussi droit qu’il aimerait. Il aperçoit alors une église et décide de s’y rendre pour confesser ses péchés. Il décrit vaguement ceux-ci au prêtre et explique qu’étant enfant, il a vu un homme se vider de son sang et qu'il en a été content puisqu'il l'avait mérité et qu’il en est encore marqué.
Michael se rend ensuite en stop jusqu’à country Road 17 et utilise son GPS pour trouver la localisation exacte de Bolshoi Booze. Tandis qu’il attend à son lieu de rendez-vous, le Coyote, un contrebandier, arrive avec deux de ses associés dans un pick-up Ford bleu. En échange d'un élément nécessaire à son plan d’évasion, Michael donne une boite de nitroglycérine comme promis. Cependant, au moment de la tester, celle-ci se révèle être de la simple eau sucrée, le véritable explosif ayant été confisqué par le FBI. 
Coyote et ses deux hommes de main menacent de tuer Michael mais Fernando Sucre arrive brusquement à la rescousse, tirant dans l’épaule du meneur. Avec l’aide de son ancien codétenu, il ligote alors les tueurs. Conscient du fait que Coyote va mourir des suites de sa blessure si aucune aide médicale ne lui ait apportée, Michael, ayant encore sa confession en tête, laisse l’homme partir. Pour le remercier de cet acte, celui-ci lui indique la véritable localisation de l’avion : « The seven mile marker at Route 4 ». Il l’informe également qu’« il va s’arrêter pendant 5 minutes. Ensuite, il va aller à Oaxaca au Mexique. » (« It's going to stop for five minutes. Then it's going to go to Oaxaca, Mexico. »).
Dans son refuge de Trinidad, Colorado, Aldo Burrows explique à son fils Lincoln et son petit-fils L.J. la nature exacte de la conspiration : Comment le Président Caroline Reynolds est à la solde du Cartel. Selon lui, un analyste de la NSA a mis la main sur une conversation entre Reynolds et Terrence Steadman deux semaines après la mort supposée de ce dernier. Bien que l’expert ait été arrêté, une copie numérique de cette conversation a été envoyée au père de Sara Tancredi, le gouverneur Frank Tancredi. Pour Aldo Burrows, il n’y a aucun doute au sujet de Sara : « Elle est la clé de toute cette affaire » (« She's the key to this whole thing »).
À ce moment-là, un sous-fifre de l’agent Kim présent sur les lieux tue deux hommes d’Aldo et tente d’en faire de même avec Lincoln. Une bousculade s’ensuit et Jane finit par abattre le conspirateur. Alors qu’il gît par terre, son téléphone se met à sonner. Malgré les conseils de son père, Lincoln décroche. Il menace alors l’agent Kim à l’autre bout du fil, qui lui répond : « Vous ne savez même pas qui je suis. » (« You don't even know who I am. »).
Pour le protéger, Lincoln demande à L.J. de s'en aller en sécurité avec Jane, tandis que lui part de son côté avec son père pour rejoindre Michael à Bolshoi Booze. Une fois sur place, en rencontrant son père dont il n’avait aucun souvenir, Michael le reconnaît.
À Gila (Nouveau-Mexique), l’agent Paul Kellerman retient Sara Tancredi prisonnière dans la chambre d’un motel. Ligotée et bâillonnée, elle l’écoute lui révéler qu’il ne s’appelle pas Lance, pas plus qu’il n’est un ancien toxicomane. Il commence alors son interrogatoire. La doctoresse comprend alors que ce qu’il cherche est l’objet qu’elle a récupéré prêt du cadavre de son père. Alors qu’elle continue à nier avoir connaissance de quoi que ce soit, Kellerman commence à la torturer en noyant sa tête dans une baignoire. Devant son silence, il met des gants en caoutchouc, plonge un fer à repasser dans la baignoire et trempe une nouvelle fois la tête de Sara pour ajouter un effet d’électrocution à sa panoplie de torture. L’agent Kim l’appelle peu après et lui ordonne de tuer Sara. Après avoir pris acte du refus de celle-ci à lui révéler ce qu’elle sait, Kellerman la laisse se noyer dans la baignoire.
Alexander Mahone est toujours dans l’usine près de Gila lorsque l’agent Kim arrive pour le délivrer. Il lui explique qu’une fois que Burrows sera hors d’état, l’agent du FBI sera libre de tout engagement avec le Cartel. Crispé, Mahone écoute mais s’énerve quand Kim masque à peine ses menaces au sujet de son fils, Cameron.
Désespéré de ne rien comprendre au sens de Bolshoi Booze, Mahone essaie d’appeler sa femme Pam, mais celle-ci ne répond pas. En réexaminant les photos du tatouage, l’enquêteur se rend compte que lu à l’envers, « Bolshoi Booze » correspond en réalité à des coordonnées géographiques pointant vers 32°0′09″N, 104°57′09″O. Il décide alors de demander à l’agent Wheeler de lui indiquer la localisation exacte et lui raccroche au nez sans fournir plus d’explication, ce qui fait dire à Wheeler : « Il nous garde en dehors du coup. » (« He's keeping us out of the loop. »).
Peu après, Pam rappelle Mahone. Il dit à sa femme qu’il ferait les choses différemment s’il avait une chance de changer la façon dont les évènements se sont passés entre eux. Elle lui propose de le rejoindre mais Mahone lui répond qu’il l'aime et met à fin à la communication.

## Informations complémentaires

### Chronologie
Le 1er juin, Michael indique à Lincoln dans l'épisode Les Confessions (2x07) que le rendez-vous a lieu trois jours plus tard, soit le 4 juin. Or, sur un post-it collé sur le mur du bureau de Mahone dans l'épisode Panama (2x20), il est mentionné que les évènements de Bolshoi Booze se sont déroulés le 3 juin.

### Culture
- Lors de la scène où content de lui, T-bag allume une cigarette, on entend la chanson "The Only Hell My Mama Ever Raised" par Johnny PayCheck.

### Divers
- La première fois que le nom Bolshoi Booze est évoqué, c'est dans l'épisode flashback.

- Bolshoi Booze (orthographié en réalité bolshoi booze) n'indique pas un nom de lieu, mais une position géographique : 32° 00′ 09″ N, 104° 57′ 09″ O qui se trouve au sud du Nouveau-Mexique, à environ 250 mètres de l'État du Texas.

- Rockmond Dunbar (C-Note) est le seul acteur de la distribution régulière qui n'apparaît pas dans cet épisode.

## Accueil critique
Aux États-Unis, cet épisode a été suivi par 9,15 millions de téléspectateurs.
Bien que le chroniqueur du Arizona Daily Star a indiqué que les scénaristes du feuilleton avaient « squandered what could have been one of the most dramatic arcs of the series » (« gaspillé ce qui aurait pu être l'un des arcs les plus dramatiques du feuilleton »), le critique de IGN a conseillé l'épisode pour le« clever plot twists and a few character defining moments » (« complot qui prend intelligemment une nouvelle tournure et quelques moments clé pour les personnages) »). De plus, il a ajouté « "Bolshoi Booze" provides fans with a breathless foray of excitement and ingenuity. » (« "Bolshoi Booze" fournit aux fans des idées à couper le souffle, d'excitation et d'ingéniosité »). L'épisode a reçu une note globale de 9.5/10 d'IGN. 
Le chroniqueur du TV Fodder a donné une note positive pour cet épisode et a précisé que c'était l'un des trois meilleurs épisodes de cette deuxième saison, avec Chasse à l'homme (2x01) et L'Erreur est humaine (2x03). Les autres compliments sont: « emotional struggles, double and triple crosses, last minute rescues » (« Luttes émotionnelles, doubles et triples trahisons, sauvetages de dernière minute ») et « cliff-hanger of the type we all expect from this show » (« Un cliffhanger du type qu'on attend tous de ce feuilleton »). De même, un critique du The San Diego Union-Tribune a donné un "A" à cet épisode. Il a également commenté le nombre de morts dans Prison Break et se demande comment Sara va pouvoir de façon réaliste sortir de cette situation. Il conseille ainsi le feuilleton pour avoir le courage de suggérer la mort d'un de ses personnages principaux.